# Bleskensgraaf
Bleskensgraaf est un village qui fait partie de la commune de Molenlanden dans la province néerlandaise de Hollande-Méridionale.

## Histoire
Bleskensgraaf était une commune indépendante jusqu'au 1er septembre 1855, date de sa fusion avec Hofwegen pour former la commune de Bleskensgraaf en Hofwegen, dont Bleskensgraaf était le siège. Cette commune a été supprimée le 1er janvier 1986. Entre 1812 et 1817, Hofwegen et Wijngaarden avaient déjà été rattachés à Bleskensgraaf, mais seulement pour cinq ans.

## Personnalités
- Willem Aantjes (1923-2015), homme politique